# Mounir Chaftar
Mounir Chaftar (Francoforte sul Meno, 29 gennaio 1986) è un ex calciatore tedesco, di ruolo difensore.